# Blanquina March Almenara
Blanquina March Almenara (València, Horta, 1473 - Xàtiva, Costera, 1508) fou la mare de Joan Lluís Vives.
Blanquina March, mare de Joan Lluís Vives, va nàixer a València el 1473 i, encara que era filla de jueus, es va fer cristiana el 1491, a divuit anys, just un any abans del decret d'expulsió dels jueus.
Maridada amb Lluís Vives Valeriola, un xicotet comerciant de la ciutat també jueu convers, va morir de pesta el 1508 a Xàtiva i va ser soterrada a Alzira en el cementeri de Santa Caterina. Pocs anys abans, el 1501, el seu marit, que malgrat la seua qualitat de convers seguia les pràctiques de la religió judaica, fou detingut per primera vegada. El Sant Ofici va descobrir la sinagoga clandestina de València a casa de Castellana Guions, vídua del seu germà, Salvador Vives. Encara que en aquest primer procés va aconseguir alliberar-se de rebre cap pena, el 1522 va ser novament detingut, condemnat a la foguera i li foren confiscats tots els béns.
Complida la sentència el 1524, les seues filles, Beatriz i Leonor, van reclamar el dret sobre els 10.000 sous que la seua mare Blanquina March havia aportat al matrimoni en concepte de dot, quantitat que apareixia en el balanç de béns confiscats a son pare. El 1527, van guanyar el plet i van rebre el primer pagament de la devolució.
Per evitar la devolució total, el fiscal de la Inquisició començà un procés contra la memòria i els béns de Blanquina March, morta feia ja 20 anys.
Un any més tard, el 31 de gener de 1529, l'inquisidor Arnau Albertí sentenciava Blanquina per haver comès i perpetuat el crim d'heretgia i apostasia, per la qual cosa condemnava la seua memòria, lliurant la seua estàtua al braç secular, i els seus béns i drets s'aplicaven al fisc fins a la data de la mort de la jutjada. D'aquesta manera, les seues restes foren tretes del cementiri cristià i cremades públicament. I amb això les seues filles van ser privades de tot dret sobre els béns familiars, tant paterns com materns.